# 総量規制
総量規制（そうりょうきせい）とは、第2次海部内閣の1990年（平成2年）3月27日に当時の大蔵省から金融機関に対して行われた行政指導。1991年（平成3年）12月に解除されるまで、約1年9ヶ月続いた。
大蔵省銀行局長通達「土地関連融資の抑制について」のうちの、不動産向け融資の伸び率を貸し出し全体の伸び率を下回るよう求めたものである。行き過ぎた不動産価格の高騰を沈静化させることを目的とする政策であった。
ところが予想をはるかに超えた急激な景気後退の打撃を日本経済にもたらすこととなり、いわゆるバブル崩壊の一因とされるほどの影響をもたらしてしまい、さらにはその後の「失われた10年（20年・30年）」を日本に招来する要因の一つとなったことから、結果的にこの政策は失敗に終わる。この時の通達を出したのは、当時・大蔵省銀行局長の土田正顕。当時の大蔵大臣は橋本龍太郎であった。前年の12月には三重野康が日銀の総裁に就任。

## 内容
1990年（平成2年）3月27日に「不動産融資総量規制」という一通の通達が、大蔵省銀行局長・土田正顕の名で全国の金融機関に発せられた。この狙いは、異常な投機熱を冷やすため、土地取引に流れる融資の伸びを抑える狙いだった。
1. 不動産向け融資の伸び率を総貸出の伸び率以下に抑える（総量規制）
2. 不動産業、建設業、ノンバンク（住宅金融専門会社含む）に対する融資の実態報告を求める（三業種規制）

しかし、不動産向け融資は住宅金融専門会社（住専）を対象とせず、また、農協系金融機関は対象外とされたため農協系から住専、そして不動産投資へと資金が流れることとなった。その結果、住専の不良債権問題悪化へとつながった。
この通達によって、金融機関は融資証明書を発行しておきながら、融資を行わない、あるいは建設工事途中で融資を打ち切る等、その後も平成不況時に問題視された貸し渋り・貸し剥しを、全国規模で政策的に意図をもって大規模に実施した。この結果資産デフレを招き、その後の日本経済の長期低迷をもたらす大きな原因となった。

## 解除
1991年（平成3年）春ごろには、不動産業界から緩和を求める要望が出始めた。また、同年9月の国土庁の地価動向の調査結果では地価は横這い、または微減の状態になった。大蔵省銀行局内でも解除が検討されだした。
そこで、当時の地価動向調査は半年に一度だけであったが、政府は臨時の地価調査を行い、同年11月にも地価は横這い、または微減との結果を得た。その結果、同年12月20日に解除された。

## 評価
バブル崩壊後に金融機関の破綻処理を行った元大蔵省銀行局長西村吉正によると、総量規制が出された当時は、なぜもっと早く実施しなかったとの批判はあっても、なぜ実施したとの批判は、あのころの状況を知るものからすると理解しがたいとしている。新聞論調でも「景気に配慮、尻抜けも」（日経）、「地価抑制の効果は疑問」（東京）など、手ぬるいとの批判はあったが、厳しすぎるとの批判は無かったと思う、としている。
大蔵省銀行局内で解除を検討しはじめた当時、マスメディアの論調は、「地価バブルを完全につぶそう」（朝日）、「居座り許せぬバブル地価」（毎日）、「地価対策の手綱を緩めるな」（読売）、「地価は落ち着いても楽観できない」（日経）、「なにゆえ慌てる金融緩和」（東京）、「地価抑制対策の緩和はまだ早い」（日刊工業）であった。また、解除後のマスメディアの論調も、厳しいものがあった。

## 映画
東宝配給映画『バブルへGO!! タイムマシンはドラム式』は、この総量規制がテーマとなっている。